# Oberrohn
Oberrohn is een dorp in de Duitse gemeente Bad Salzungen in  Thüringen. De gemeente maakt deel uit van het Wartburgkreis.

## Geschiedenis
In 1994 werd de tot dan zelfstandige gemeente gevoegd bij Tiefenort. Naast het dorp Oberrohn omvatte de gemeente ook de nederzettingen Röhrigshof en Hüttenhof. Tefenort werd op 6 juli 2018 werd opgenomen in de gemeente Bad Salzungen.